# Английские средневековые надгробия
Английские средневековые надгробия — совокупность надгробных памятников и сооружений, включая эффигии, часовни, канопий и надписей, находящихся на территории Англии и Уэльса. Предметом особого интереса антикваров и историков являются средневековые церковные памятники, сохранившиеся в наибольшем количестве именно в Англии. Скульптуры изготавливались из камня, пурбекского мрамора, алебастра, дерева или медных сплавов, в основном латуни.

## Историография
Интерес к изучению средневековой английской церковной скульптуры возник довольно рано. Уже в XV веке Уильям Вустерский обращал на них внимание в своих путевых заметках. Значительно возрос интерес к памятникам после начала Реформации. С XVI века помещёнными на них сведениями пользовались герольды для установления родословных и прав на использования гербов. По церквям графства Кент провёл систематические исследования герольд Джон Филипот (ум. 1645), и несколько позднее Элиас Эшмол собрал данные по надгробиям долины Темзы. События Английской революции вызывали опасения, что содержащиеся на них сведения могут быть утрачены. В результате в 1640—1641 годах антиквар Уильям Дагдейл подготовил «Книгу памятников» («Book
of Monuments») с иллюстрациями священника Уильяма Седжвика, содержащую описания всех примечательных памятников Вестминстерского аббатства и главных церквей Англии. С середины XVIII века надгробия стали объектом не только генеалогических исследований, особенно в рамках деятельности основанного в 1707 году Королевского общества древностей. Памятники теперь рассматривались как возможность заглянуть вглубь национального прошлого, и ключевой фигурой на данном этапе стал один из председателей общества, хартфордширский помещик Ричард Гоф. Изданная им трёхтомная монография «The Sepulchral Monuments of Great Britain» (1786—1799) была вдохновлена более ранним аналогичным исследованием аббата Монфокона. Работа Гофа вдохновила последователей, и далее последовали «Monumental Effigies of Great Britain» Чарльза Стотарда (1817) и «Monumental Remains of Noble and Eminent Persons» Эдварда Блора (1826). Новый импульс в изучении надгробных памятников придало движение «католического возрождения» с его энтузиазмом к средневековой культуре. В середине XIX века ряд важных монографий о каменных скульптурах опубликовали Чарльз Баутелл и Эдвард Каттс, появлялись публикации в местных изданиях. Тогда же в отдельное направление исследований выделилось изучение металлических памятников (англ. brasses); важной вехой в этой области стала монография Герберта Хейнса «Manual of Monumental Brasses» (1861). После некоторого спада в первой половине XX века, «латунное» направление получило дальнейшие развитие в трудах Пола Бински, Николаса Роджерса, Джона Блэра и Малькольма Норриса. Развитие изучения «латуни» поставило методический вопрос о единстве предмета изучения церковных памятников, так как появилась тенденция рассматривать эффигии в рамках истории скульптуры.
Включение эффигий в область истории искусства привело к попыткам выделения «школ» при сооружении эффигий. Работа искусствоведов Эдварда Шредера и Артура Гарднера (Arthur Gardner) «An Account of Medieval Figure-Sculpture in England» (1912) критиковалась за неверные датировки на основе изображений деталей одежды и оружия. После Второй мировой войны сложился подход к датировке на основе художественных стилей — этапной здесь стала монография Лоуренса Стоуна «Sculpture in Britain: The Middle Ages» (1955). К настоящему времени парадигма Стоуна является основной. В числе прочих направлений исследований эффигий — попытки реинтегрировать предметную область скульптур и «латуни», выявление способов организации производства и их региональных особенностей, рассмотрение отдельных тематических поджанров.